# Quercus velutina
Quercus velutina, el quercitrón, cuercitrón, encina tintórea o roble negro del este, es una especie del género Quercus dentro de la familia de las Fagaceae. Está clasificada en la Sección Lobatae; del roble rojo de América del Norte, Centroamérica y el norte de América del Sur que tienen los estilos largos, las bellotas maduran en 18 meses y tienen un sabor muy amargo.  Las hojas suelen tener lóbulos con las puntas afiladas, con  cerdas o con púas en el lóbulo.

## Distribución y hábitat
Es originario del Este de Norteamérica desde el sur de Ontario hacia el sur hasta el norte de Florida y el sur de Maine al oeste hasta el nordeste de Texas. Es un árbol común en las Indiana Dunes y otros ecosistemas dunares arenosos a lo largo de las costas meridionales del lago Míchigan.

## Descripción

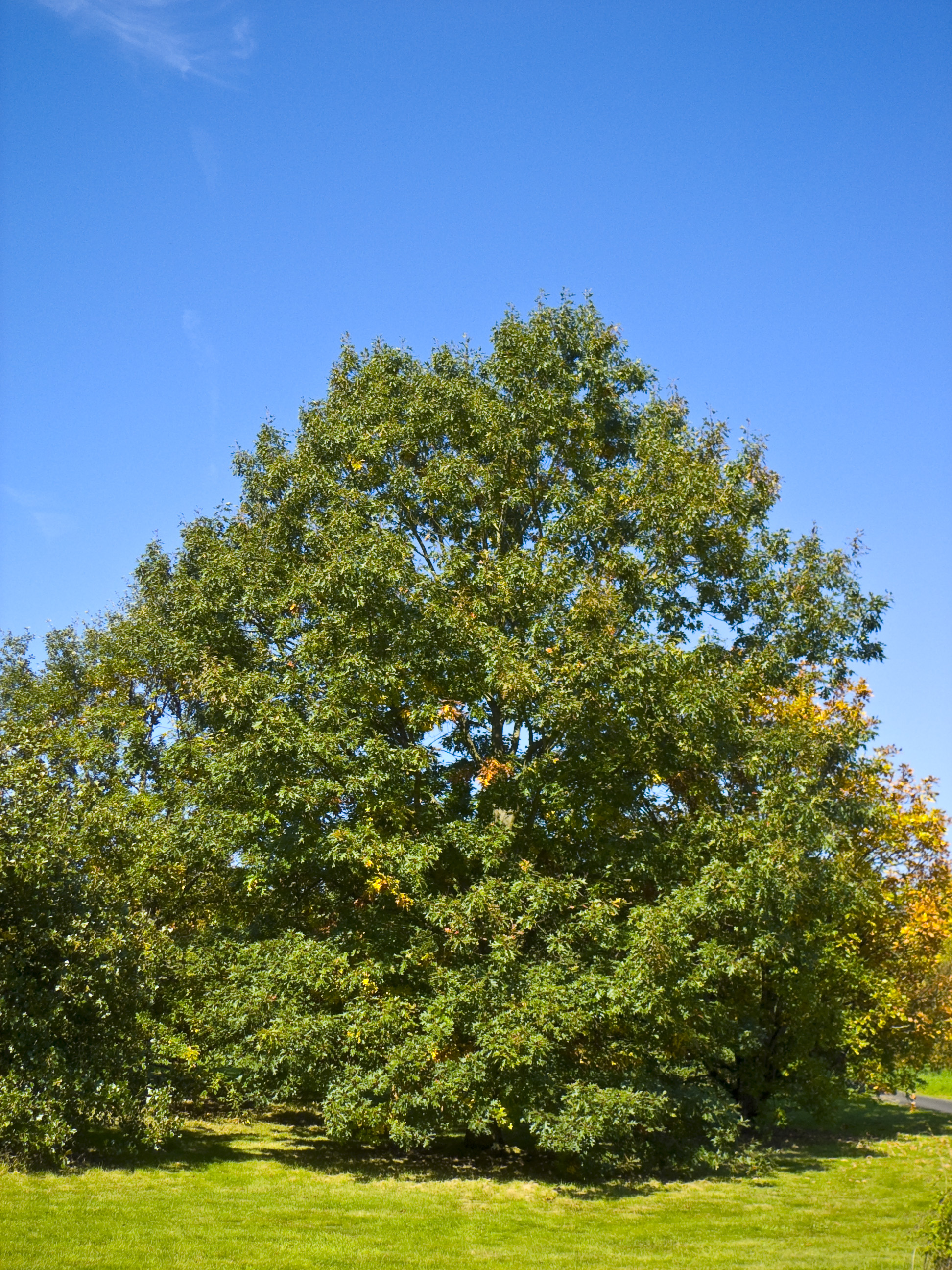

En la parte septentrional de su zona de distribución, el roble negro del Este es un árbol relativamente pequeño, alcanzando una altura de 20-25 m y un diámetro de 90 cm, pero crece más en el sur y centro de su zona de distribución, donde se conocen alturas de hasta 42 m. El roble negro del Este es bien conocido por hibridarse fácilmente con otros miembros del grupo de robles rojos (Quercus sección Lobatae) siendo un pariente en al menos una docena de híbridos de nombre diferente.
Las hojas del roble negro del Este están colocadas alternativamente en la rama y tienen una longitud de 10-20 cm con 5-7 lóbulos apuntados separados por hondas muescas en forma de U. La superficie superior, el haz, es de un color verde oscuro brillante, la inferior, el envés, es de un pardo amarillento. Hay también vellosidades estrelladas en la parte inferior de la hoja que crece en grupos. 
La corteza interior del roble negro del Este contiene un pigmento amarillo llamado quercitron, que se vendía comercialmente en Europa hasta los años cuarenta.

## Taxonomía
Quercus velutina fue descrita por  Aylmer Bourke Lambert    y publicado en Encyclopédie Méthodique, Botanique 1(2): 721. 1785.
Etimología
Quercus: nombre genérico del latín que designaba igualmente al roble y a la encina.
velutina: epíteto latín
Sinonimia
- Quercus coccinea var. nigrescens A.DC.
- Quercus coccinea var. tinctoria (Bartram) A.DC.
- Quercus discolor Aiton
- Quercus leiodermis Ashe
- Quercus magnifica Dippel
- Quercus missouriensis Ashe
- Quercus rubra var. tinctoria (Bartram) Kuntze
- Quercus tinctoria Bartram
- Quercus tinctoria Michx.[4][5]